# Cronache dall'antichità
Cronache dall'antichità è una serie di documentari televisivi RAI di approfondimento storico, in onda su Rai Storia dal 2015. "Come un inviato nel mondo antico, Cristoforo Gorno guida il telespettatore ora dopo ora nei luoghi dell'azione, non tralasciando il contesto in cui quell'avvenimento si è determinato". 
Dopo due edizioni dedicate alla storia antica tra 2015 e 2016, nel corso degli anni la trasmissione, pur mantenendo lo stesso format, viene riproposta in diverse edizioni con differenti nomi, a seconda del periodo storico o del tema trattato. Si ha così Cronache dal Medioevo per l'edizione del 2016, Cronache dal Rinascimento nel 2018, Cronache dal Mito nel 2019, Cronache dall'Impero nel 2020, Cronache di donne leggendarie nel 2022, Cronache di terra e di mare nel 2023 e Cronache eroiche nel 2024. 
Vengono realizzati anche degli episodi speciali: nel 2019 un programma di due sole puntate dal titolo Repubblica Romana 1849. Un romanzo d'avventura, nel 2022 due puntate dedicate a Giulio Cesare: Cesare in Gallia: cronache dal De bello gallico e Giulio Cesare: cronache dalla Guerra civile. Sempre nel 2022 va in onda lo speciale I sette Re, la leggenda di Roma.

## Puntate

### Prima stagione (2015):Cronache dall'Antichità
| n. | Titolo                      | Location                            | Data       |
| -- | --------------------------- | ----------------------------------- | ---------- |
| 1  | Le idi di marzo             | Roma                                | 16/03/2015 |
| 2  | Io sono Spartaco            | Capua, via Appia                    | 23/03/2015 |
| 3  | Il divo Augusto             | Roma                                | 30/03/2015 |
| 4  | Gli ultimi Etruschi         | Vulci e Volsinii, l’attuale Orvieto | 06/04/2015 |
| 5  | Il grande incendio          | Roma                                | 13/04/2015 |
| 6  | L`eclissi di Atene          | Siracusa                            | 20/04/2015 |
| 7  | La fondazione di Roma       | Roma                                | 27/04/2015 |
| 8  | Platone e Atlantide         | Siracusa                            | 04/05/2015 |
| 9  | Ulisse in Italia            | Sicilia                             | 14/09/2015 |
| 10 | Attila, la punizione divina | Aquileia                            | 21/09/2015 |

### Seconda stagione (2016):Cronache dall'Antichità
| n. | Titolo                                          | Location                                         | Data       |
| -- | ----------------------------------------------- | ------------------------------------------------ | ---------- |
| 1  | Giulio Cesare: il dado è tratto                 | Rive del Rubicone, Roma                          | 22/02/2016 |
| 2  | Costantino: Il segno della croce                | Roma                                             | 29/02/2016 |
| 3  | I 300 alle Termopili                            | Termopili, oggi strada statale Atene - Salonicco | 07/03/2016 |
| 4  | Pompei, cronaca di una catastrofe               | Pompei                                           | 14/03/2016 |
| 5  | Socrate, processo alla filosofia                | Atene                                            | 21/03/2016 |
| 6  | 410 d.C. - il Sacco di Roma                     | Roma                                             | 02/05/2016 |
| 7  | Adriano e Antinoo, un giallo irrisolto          | Roma, Tivoli                                     | 09/05/2016 |
| 8  | Agamennone, il ritorno del re                   | Micene                                           | 16/05/2016 |
| 9  | Annibale in Italia, nascita di una superpotenza | Canne, Roma                                      | 30/05/2016 |
| 10 | Olimpia, i giochi degli dei                     | Olimpia                                          | 06/06/2016 |

### Terza Stagione (2016):Cronache dal Medioevo
| n. | Titolo                                     | Location                                                                         | Data       |
| -- | ------------------------------------------ | -------------------------------------------------------------------------------- | ---------- |
| 1  | Campaldino, Dante va alla guerra           | Castello di Poppi, Palazzo Comunale di San Gimignano, Castello di Romena, Arezzo | 19/09/2016 |
| 2  | Cola di Rienzo, il tribuno del popolo      | "Trionfi e Lamenti" sul Lungotevere, Campidoglio                                 | 26/09/2016 |
| 3  | La Congiura dei Pazzi: la preparazione     | Palazzo Medici Riccardi, Palazzo Altemps                                         | 03/10/2016 |
| 4  | La Congiura dei Pazzi: l'attentato         | Cattedrale di Santa Maria del Fiore                                              | 10/10/2016 |
| 5  | Federico e la Chiesa. Cronaca di un duello | Castel del Monte, Castello di Barletta, Castello di Melfi                        | 17/10/2016 |
| 6  | Bonifacio, schiaffo al Papa                | Anagni, Palazzo Colonna a Palestrina                                             | 24/10/2016 |

### Quarta Stagione (2018):Cronache dal Rinascimento
| n. | Titolo                                        | Location                                            | Data       |
| -- | --------------------------------------------- | --------------------------------------------------- | ---------- |
| 1  | Il sacco di Roma - La tempesta si avvicina    | Roma                                                | 16/04/2018 |
| 2  | Il sacco di Roma - La tempesta si scatena     | Roma                                                | 23/04/2018 |
| 3  | Montefeltro e Malatesta - I duellanti         | Urbino e Rimini                                     | 30/04/2018 |
| 4  | Savonarola - Il falò delle vanità             | Firenze                                             | 07/05/2018 |
| 5  | La disfida di Barletta - Gli ultimi cavalieri | Barletta                                            | 21/05/2018 |
| 6  | Leonardo a Milano - La festa del Paradiso     | Milano                                              | 08/10/2018 |
| 7  | Otranto 1480 - L'assedio                      | Otranto                                             | 15/10/2018 |
| 8  | Caterina Sforza - La tigre di Forlì           | Imola e Forlì (rocca di Ravaldino)                  | 22/10/2018 |
| 9  | Este e Gonzaga - Scene da un matrimonio       | Castello Estense (Ferrara), Palazzo ducale, Mantova | 29/10/2018 |
| 10 | Colombo e Vespucci verso il Nuovo Mondo       | Veliero Amerigo Vespucci                            | 05/11/2018 |

### Quinta stagione (2019):Cronache dal mito
| n. | Titolo                                  | Location | Data       |
| -- | --------------------------------------- | -------- | ---------- |
| 1  | Zeus: l'ordine e il cosmo               |          | 08/04/2019 |
| 2  | Arianna e Teseo nel labirinto           |          | 15/04/2019 |
| 3  | Demetra e Persefone: di madre in figlia |          | 22/04/2019 |
| 4  | Dioniso: l'estasi e la follia           |          | 29/04/2019 |
| 5  | Afrodite: le leggi dell'amore           |          | 06/05/2019 |
| 6  | Atena: la vergine sapiente              |          | 16/09/2019 |
| 7  | Apollo: gli oracoli divini              |          | 23/09/2019 |
| 8  | Eracle: l'eroe universale               |          | 30/09/2019 |
| 9  | Artemide: tra natura e cultura          |          | 07/09/2019 |
| 10 | Ulisse e gli déi del mare               |          | 14/09/2019 |

### Sesta stagione (2020):Cronache dall'Impero
| n. | Titolo                                             | Location | Data       |
| -- | -------------------------------------------------- | -------- | ---------- |
| 1  | Le donne di Augusto: il fallimento di un patriarca |          | 26/10/2020 |
| 2  | Tiberio: la leggenda nera di un imperatore         |          | 02/11/2020 |
| 3  | Agrippina: una donna al comando                    |          | 09/11/2020 |
| 4  | I Flavi: un nuovo volto del potere                 |          | 16/11/2020 |
| 5  | Traiano: l'impero universale                       |          | 23/11/2020 |
| 6  | Adriano: i due volti dell'Imperatore               |          | 30/11/2020 |
| 7  | Marco Aurelio: la filosofia al potere              |          | 07/11/2020 |
| 8  | Elagabalo: l'impero delle donne                    |          | 14/11/2020 |

### Settima stagione (2022):Cronache di donne leggendarie
| n. | Titolo                                        | Location | Data       |
| -- | --------------------------------------------- | -------- | ---------- |
| 1  | Hatshepsut e Nefertiti: l'Egitto delle regine |          | 30/06/2022 |
| 2  | Saffo: la decima musa                         |          | 01/07/2022 |
| 3  | Le donne etrusche: l'alba dei diritti         |          | 02/07/2022 |
| 4  | Donne romane: tra scandali e poteri           |          | 03/07/2022 |
| 5  | Elena: la santa imperatrice                   |          | 04/07/2022 |
| 6  | Teodora: dai bassifondi all'impero            |          | 05/07/2022 |

### Ottava stagione (2023):Cronache di terra e di mare
| n. | Titolo                                   | Location        | Data       |
| -- | ---------------------------------------- | --------------- | ---------- |
| 1  | Italia. L'inizio                         | Pietrabbondante | 23/10/2023 |
| 2  | Fenici e Greci. Gli antichi negli oceani | Tharros         | 30/10/2023 |
| 3  | Longobardi. Il tesoro dei barbari        | Brixia          | 06/11/2023 |
| 4  | Manfredi. Biondo era e bello             | Trani, Napoli   | 13/11/2023 |
| 5  | I Popoli del mare. Enigma mediterraneo   | Segesta         | 20/11/2023 |
| 6  | Andrea Doria. Genova e il suo principe   | Genova          | 27/11/2023 |

### Nona stagione (2024):Cronache eroiche
| n. | Titolo                                 | Location                   | Data       |
| -- | -------------------------------------- | -------------------------- | ---------- |
| 1  | Iliade prima parte: L'ira di Achille   | Area archeologica di Troia | 28/10/2024 |
| 2  | Iliade seconda parte: Ettore e Achille | Area archeologica di Troia | 04/11/2024 |
| 3  | Odissea 1: Il viaggio                  | Itaca                      | 11/11/2024 |
| 4  | Odissea 2: il ritorno                  | Itaca                      | 18/11/2024 |
| 5  | Garibaldi. I due mondi                 | Caprera                    | 23/12/2024 |
| 6  | Garibaldi. I Mille e dopo              | Caprera                    | 30/12/2024 |
| 7  | Eneide 1: Il profugo                   | Cuma, Castro               | 07/04/2025 |
| 8  | Eneide 2: un nuovo popolo              |                            | 14/04/2025 |